# کم‌وزنی
کم‌وزنی به حالتی گفته می‌شود که وزن بدن فرد برای سالم بودن خیلی کم در نظر گرفته می‌شود. فردی که دچار کم‌وزنی است دچار سوءتغذیه است.

## ارزیابی
| دسته           | بی‌ام‌آی (kgm−2) |
| -------------- | -------------- |
| کم‌وزنی (شدید)  | < ۱۶٫۰         |
| کم‌وزنی (متوسط) | ۱۶٫۰ – ۱۶٫۹    |
| کم‌وزنی (خفیف)  | ۱۷٫۰ – ۱۸٫۴    |
| وزن طبیعی      | ۱۸٫۵ – ۲۴٫۹    |
| اضافه وزن      | ۲۵٫۰ – ۲۹٫۹    |
| چاقی           | ≥ ۳۰٫۰         |

شاخص توده بدنی که نسبت وزن یک فرد به قد او است، به طور سنتی برای ارزیابی سلامت فرد از نظر وزن استفاده شده است: در زیر نقطه برش با شاخص توده بدنی ۱۸٫۵، یک فرد به عنوان لاغر در نظر گرفته می‌شود. محاسبه این شاخص به این صورت است: وزن به کیلوگرم تقسیم بر قد به متر مربع، یا وزن به پوند ضربدر ۷۰۳، تقسیم بر قد به اینچ مربع. یک معیار دیگر برای تعیین لاغری، مقایسه وزن فرد با وزن متوسط گروهی از افراد با سن و قد مشابه است: افرادی که حداقل ۱۵٪ تا ۲۰٪ کمتر از وزن متوسط گروه باشند، لاغر محسوب می‌شوند.
درصد چربی بدن نیز به عنوان راه دیگری برای ارزیابی اینکه آیا یک فرد لاغر است، پیشنهاد شده است. بر خلاف شاخص توده بدنی که یک اندازه‌گیری غیرمستقیم است، درصد چربی بدن به تفاوت در ترکیب بین بافت چربی (سلول‌های چربی) و بافت ماهیچه‌ای و نقش‌های متفاوت آنها در بدن توجه می‌کند. شورای آمریکایی ورزش، مقدار چربی ضروری را که زیر آن فرد لاغر محسوب می‌شود، برای زنان ۱۰–۱۳٪ و برای مردان ۲–۵٪ تعریف می‌کند. مقدار بیشتر چربی ضروری در زنان به پشتیبانی از عملکرد تولید مثل کمک می‌کند.

## شیوع
با استفاده از شاخص توده بدنی به عنوان معیاری برای سلامت مرتبط با وزن، براساس داده‌های سال ۲۰۱۴، شیوع جهانی کم‌وزنی استاندارد شده بر اساس سن در زنان و مردان به ترتیب ۹٫۷٪ و ۸٫۸٪ بود. این مقادیر نسبت به آنچه در سال ۱۹۷۵ گزارش شده بود، به ترتیب ۱۴٫۶٪ و ۱۳٫۸٪، کمتر بودند که نشان‌دهنده کاهش جهانی در میزان سوء تغذیه است.

## علل
یک فرد ممکن است به دلیل عواملی مانند ژنتیک، جذب ناکافی مواد مغذی، نرخ متابولیسم بالا یا مصرف انرژی افزایش‌یافته، کمبود غذا (که معمولاً به دلیل فقر است)، اشتهای پایین، داروهایی که اشتها را تحت تأثیر قرار می‌دهند، بیماری‌ها (جسمی یا روانی) یا اختلال خوردن به نام بی‌اشتهایی عصبی، دچار کم‌وزنی شود.
کم‌وزنی با برخی شرایط پزشکی خاص، از جمله دیابت نوع ۱، پرکاری تیروئید، سرطان و سل، مرتبط است. افرادی که مشکلات گوارشی یا کبدی دارند، ممکن است نتوانند به‌طور کافی مواد مغذی را جذب کنند. همچنین افرادی که به برخی اختلالات خوردن مبتلا هستند، ممکن است به دلیل یک یا چند کمبود مواد مغذی یا ورزش بیش از حد، دچار کم‌وزنی شوند که این امر کمبودهای تغذیه‌ای را تشدید می‌کند.
باور رایجی وجود دارد که افراد سالم و کم‌وزن می‌توانند «هر آنچه را که می‌خواهند بخورند» و سپس آن را با فعالیت‌های بالای جسمانی یا متابولیسم بالا بسوزانند. با این حال، نشان داده شده که افرادی با بی‌ام‌آی کمتر از ۱۸٫۵، حدود ۱۲٪ کالری کمتری نسبت به افراد با بی‌ام‌آی نرمال (بین ۲۱٫۵ تا ۲۵) مصرف می‌کنند و همچنین ۲۳٪ کمتر فعال هستند (بر اساس اندازه‌گیری تسریع‌سنجی). افراد دچار کم‌وزنی معمولاً دارای اشتهای کم هستند و معمولاً کم‌خوراک، پراکنده یا به‌ندرت غذا می‌خورند.

## مشکلات
کم‌وزنی می‌تواند نشانه‌ای از یک بیماری زیربنایی باشد که در این صورت به‌عنوان کم‌وزنی ثانویه شناخته می‌شود. کاهش وزن غیرقابل توضیح ممکن است نیاز به تشخیص پزشکی حرفه‌ای توسط پزشک داشته باشد.
کم‌وزنی می‌تواند همچنین باعث بروز شرایط دیگری شود که در این صورت به‌عنوان کم‌وزنی اولیه شناخته می‌شود. افرادی که به شدت کم‌وزن هستند ممکن است دارای استقامت بدنی ضعیف و دستگاه ایمنی ناتوانی باشند که آنها را در معرض عفونت قرار می‌دهد. به‌گفته رابرت ای. بلک از مدرسه بهداشت عمومی بلومبرگ جانز هاپکینز، «وضعیت کم‌وزنی... و کمبود ریزمغذی‌ها همچنین باعث کاهش دفاع‌های ایمنی و غیر ایمنی میزبان می‌شود و باید به‌عنوان علل زیربنایی مرگ در صورتی که با بیماری‌های عفونی که به‌عنوان علل پایانی مرتبط هستند، پیگیری شود، طبقه‌بندی شود.» افرادی که دچار سوءتغذیه هستند، نگرانی‌های خاصی را به‌وجود می‌آورند، زیرا تنها مصرف کالری کلی ممکن است ناکافی باشد، بلکه مصرف و جذب سایر مواد مغذی حیاتی، به‌ویژه آمینو اسیدهای ضروری و ریزمغذی‌هایی مانند ویتامین‌ها و مواد معدنی نیز ممکن است ناکافی باشد. 
در زنان، کم‌وزنی شدید، که اغلب نتیجه اختلالات خوردن یا ورزش بیش از حد شدید است، می‌تواند منجر به آمنوره (عدم وجود قاعدگی)، ناباروری یا عوارضی در دوران بارداری شود اگر افزایش وزن بارداری خیلی کم باشد. سوءتغذیه نیز می‌تواند منجر به کم‌خونی و ریزش مو شود. 
سوءتغذیه همچنین می‌تواند منجر به کم‌خونی و ریزش مو شود. 
کم‌وزن بودن یک عامل خطر شناخته‌شده برای پوکی استخوان است، حتی در افراد جوان. این موضوع در افرادی که از کمبود نسبی انرژی در ورزش رنج می‌برند، مشهود است که قبلاً به عنوان سه‌گانه ورزشکار زن شناخته می‌شد: زمانی که تغذیه نامناسب یا ورزش بیش از حد باعث آمنوره می‌شود، تغییرات هورمونی در زمان تخمک‌گذاری منجر به کاهش تراکم معدنی استخوان می‌شود. پس از آنکه کاهش تراکم معدنی استخوان منجر به شکستگی‌های خودبه‌خود اولیه می‌شود، این آسیب معمولاً غیرقابل برگشت است. 
اگرچه گزارش شده است که کم‌وزن بودن می‌تواند میزان مرگ و میر را به طرز قابل مقایسه‌ای با آنچه در افراد چاق به شدت مشاهده می‌شود افزایش دهد، اثر آن هنگامی که به غیر سیگاری‌ها بدون سابقه بیماری محدود می‌شود، به مراتب کمتر است، که حاکی از آن است که سیگار کشیدن و کاهش وزن مرتبط با بیماری، علل اصلی اثر مشاهده شده هستند. 

## درمان

### رژیم غذایی
افراد کم‌وزن ممکن است به افزایش وزن از طریق افزایش مصرف کالری توصیه شوند. این کار می‌تواند با خوردن حجم کافی از مواد غذایی با چگالی کالری مناسب انجام شود. همچنین، وزن بدن می‌تواند از طریق مصرف مکمل‌های غذایی مایع افزایش یابد.

### ورزش
راه دیگری برای افزایش وزن در افراد کم‌وزن، ورزش کردن است، زیرا هایپرتروفی عضلانی باعث افزایش جرم بدنی می‌شود. تمرینات وزنه‌برداری در بهبود تن عضلانی و همچنین کمک به افزایش وزن مؤثر است. علاوه بر این، وزنه‌برداری نشان داده است که چگالی معدنی استخوان را بهبود می‌بخشد، که افراد کم‌وزن بیشتر احتمال دارد از آن محروم باشند.
ورزش کاتابولیک است که به طور موقت باعث کاهش جرم می‌شود، اما در طول دوره بازیابی، جبران آنابولیکی باعث رشد ماهیچه‌ها و افزایش کلی جرم می‌گردد. این می‌تواند از طریق افزایش پروتئین‌های ماهیچه‌ای یا از طریق ذخیره بیشتر گلیکوژن در ماهیچه‌ها اتفاق بیفتد. همچنین، ورزش می‌تواند به تحریک اشتهای فردی که تمایلی به خوردن ندارد کمک کند.

### محرک‌های اشتها
برخی داروها ممکن است اشتها را افزایش دهند، چه به عنوان اثر اصلی و چه به عنوان عارضه جانبی. داروهای ضدافسردگی، مانند میرتازاپین یا آمی‌تریپتیلین، و داروهای ضد روان‌پریشی، به‌ویژه کلرپرومازین و هالوپریدول، به همراه تتراهیدروکانابینول (که در شاهدانه یافت می‌شود)، افزایش اشتها را به عنوان عارضه جانبی نشان می‌دهند. در ایالت‌هایی که مجاز است، ماری‌جوآنای طبی ممکن است برای کاهش شدید اشتها تجویز شود، مانند مواردی که ناشی از سرطان، ایدز یا سطوح شدید اضطراب مداوم است. داروها یا مکمل‌های دیگری که ممکن است اشتها را افزایش دهند شامل آنتی‌هیستامین‌ها (مانند دیفن‌هیدرامین، پرومتازین یا سیپروهپتادین) هستند.